# Nowe
Nowe é um município da Polônia, na voivodia da Cujávia-Pomerânia e no condado de Świecie. Estende-se por uma área de 3,57 km², com 5 913 habitantes, segundo os censos de 2017, com uma densidade de 1686,8 hab/km².